# Sønderborg og Dybbøl
|  | Denne artikel er oprettet af botten PalnaBot ud fra en ekstern database. Den kan derfor have sproglige fejl eller mangler. Denne skabelon kan fjernes efter kontrol af indholdet. |

Sønderborg og Dybbøl er en film med ukendt instruktør.

## Handling
Optagelser fra Sønderborg i forbindelse med indvielsen af Kong Christian den X's Bro den 7. oktober 1930. Et af de ældste huse i Sønderborg er fra 1643. Man ser Sønderborg Slot og de gamle kanoner, som blev brugt ved Slaget ved Isted i 1850. Statsbanernes generaldirektør Theodor Andersen-Alstrup indvier den nye bro. Den gamle pontonbro Frederik den VII's Bro er stadig i funktion. Herefter optagelser fra Dybbøl: Dybbøl Banke, Dybbølstenen, Skanserne, det tyske sejrsmonument, soldatergrave og mindestene for de faldne fra 1864, bl.a. graven ved Bøffelkobbelhuset.